# 西西玛
西西玛（1983年—），四川省黑水县人，藏族，中国人民武装警察部队军官、第十二届全国人民代表大会解放军代表。获全军爱军精武标兵、中国武警十大忠诚卫士、中国青年五四奖章等荣誉。
2000年入伍。期间加入中国共产党。毕业于解放军信息工程大学信息技术应用与管理专业。2013年，担任全国人大代表。2015年时，任武警8672部队参谋长。2017年时，任武警8670部队侦察科科长。2018年1月，当选第十三届全国政协委员。